# SK Hanácká Slavia Kroměříž

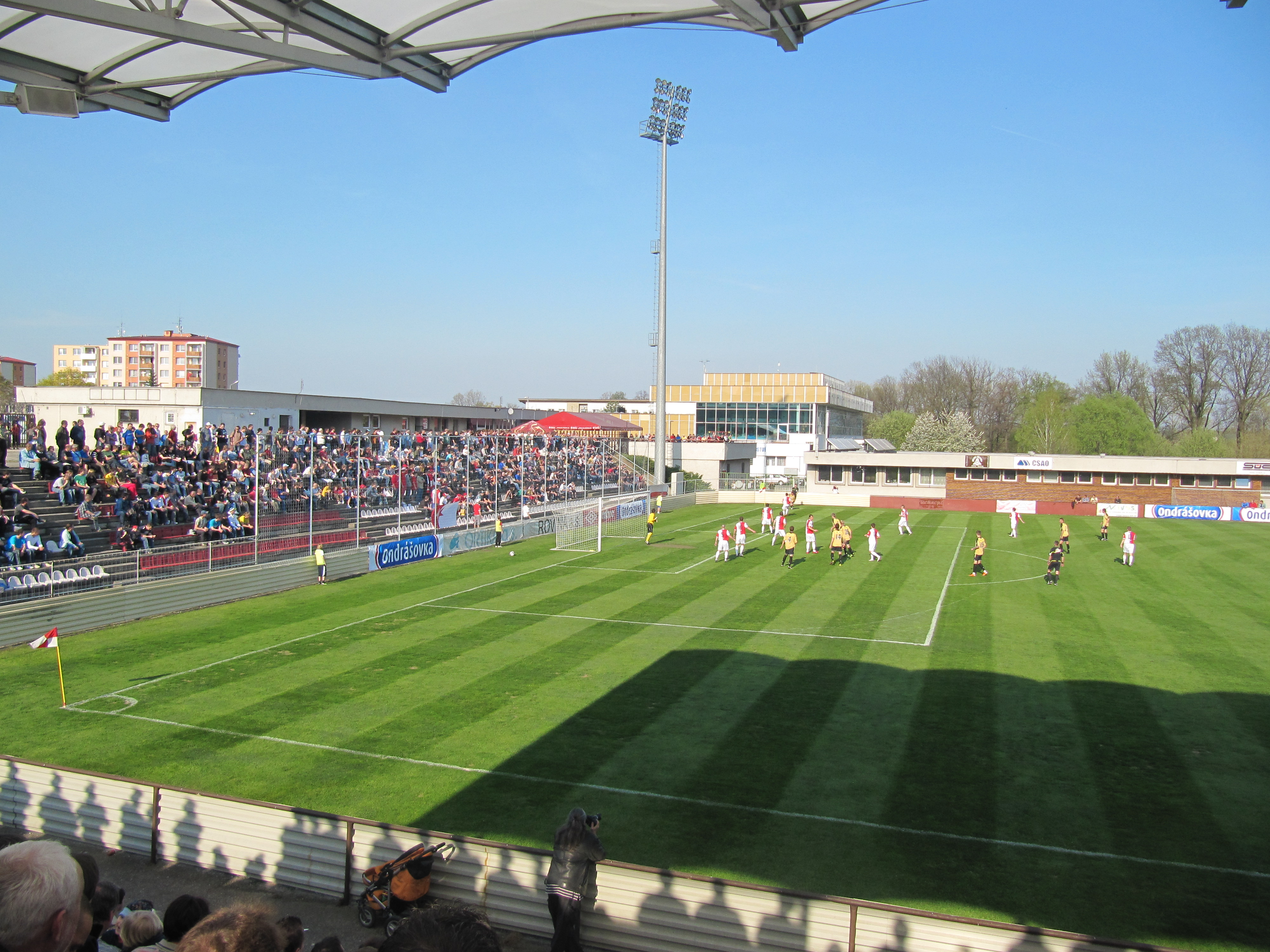
Partido de los cuartos de final de la Copa de la República Checa ante el FC Zbrojovka Brno el.

El SK Hanácká Slavia Kroměříž es un equipo de fútbol de la República Checa que juega en la Czech 2. Liga, la segunda división nacional.

## Historia
Fue fundado en el año 1919 en la ciudad de Kroměříž y su uniforme y colores se inspiraron en el SK Slavia Praga, aunque no existe ninguna relación entre ambos equipos.
Durante los años en el fútbol de Checoslovaquia el club fue de categoría aficionada y tras su división, el club llegó a jugar en la Druhá liga por dos temporadas en la década de los años 2000, la que actualmente ha sido la mejor etapa de club, e incluso llegó hasta las semifinales de la Copa de la República Checa en la temporada 2010/11.
En la temporada 2022/23 es campeón de la MSFL y logra su regreso a la Druhá liga para la temporada 2023/24.

## Nombres
El club ha cambiado de nombre en varias ocasiones:
- 1919 – SK Hanácká Slavia Kroměříž (Sportovní klub Hanácká Slavia Kroměříž)
- 1953 – DSO Spartak Kroměříž (Dobrovolná sportovní organisace Spartak Kroměříž)
- 1958 – TJ Slavia Kroměříž (Tělovýchovná jednota Slavia Kroměříž)
- 1991 – SK Hanácká Slavia Kroměříž (Sportovní klub Hanácká Slavia Kroměříž)

## Palmarés
- MSFL: 3

2003–04, 2022–23, 2024-25